# 鹿錫俊
鹿 錫俊（ろく しゃくしゅん、鹿锡俊、Lu Xijun、1955年 - ）は中国および日本の国際政治学者。大東文化大学教授。専門分野は、東アジアの政治と国際関係。博士（法学）。

## 経歴
1955年、中国生まれ。1991年、中国復旦大学大学院歴史・国際政治学研究科博士課程修了。1993年、復旦大学より法学博士学位取得。1995年、一橋大学大学院法学研究科博士課程単位取得満期退学。
一橋大学法学部助手。日本学術振興会特別研究員。1998年10月14日、一橋大学より博士（法学）学位取得。
2001年、島根県立大学総合政策学部助教授。2004年、同教授。2005年、大東文化大学国際関係学部国際文化学科教授。
一橋大学兼任教授。南京大学中華民国史研究センター客員教授。
2012年、中国研究所より第8回太田勝洪記念中国学術研究賞を受賞した。

## 著書

### 単著
- 『中国国民政府の対日政策：1931-1933』東京大学出版会、2001年
- 『蔣介石の「国際的解決」戦略：1937-1941「蔣介石日記」から見る日中戦争の深層』東方書店、2016年

### 共編著
- （宇野重昭）『中国における共同体の再編と内発的自治の試み』国際書院、2005年

### 文部科学省科学研究費補助金研究成果報告書
- 『中国国民政府の対日政策:1934～1937年：特にソ連・中国共産党要因との関わりを中心に』（文部科学省科学研究費補助金研究成果報告書）島根県立大学、2005年6月
- 『「満州」残留旧日本軍人に関する調査研究:中国共産党地域による「留用」の諸相を中心に:1945～1955年』（文部科学省科学研究費補助金研究成果報告書）島根県立大学、2006年6月

## 論文

### 学術雑誌

#### 日本語
- 「国民政府対日関係の船出：1927～1928」『東瀛求索』第7号、中国社会科学研究会、1995年
- 「日中危機下中国外交の再選択－国民政府対ソ復交過程の考察」『一橋論叢』117巻1号、1997年1月
- 「板挟みの中の模索:中国国民政府対日政策の研究:1931～1933」（一橋大学博士論文）、1998年
- 「塘沽停戦協定後中国の政策修正とその性質」『東瀛求索』第11号、中国社会科学研究会、2000年4月
- 「中国の政策的分裂と日本の誤算－熱河危機期日中関係の一断面－」『一橋論叢』124巻1号、2000年7月
- 「江沢民主席の「三つの代表」論と中国の政治改革」『リポート21』2001年度
- 「「連ソ」問題を巡る国民政府の路線対立と「二重外交」 : 中・日・ソ関係の一考察:1933-34年(第I部 北東アジアの国際関係)」『北東アジア研究』1号2001年03月
- 「中国の対日対ソ関係－1927～1932年－」『北東アジア研究』2号、2001年10月
- 「「過去への不満」と「未来への不安」－日中の感情的軋轢を克服する道は (「靖国騒動」のあとに)」『論座』77号、2001年10月
- 「実地調査の映像から見た中国地域社会の変貌－居民委員会と社区(Community)建設とは何か」 (世界はいま、日本はいま--島根の未来(あした)を見据えて) 『リポート21（2002年度）』
- 「日中関係－これまでの10年、これからの10年(パネルディスカッション) (世界はいま、日本はいま--島根の未来(あした)を見据えて) / 勝村 哲也 ; 陳 仲奇 ; 鹿 錫俊 他 『リポート21』2002年度
- 「「三つの代表」論と中国の政治改革」『総合政策論叢』島根県立大学総合政策学会、第3号、2002年3月
- 「記憶と歴史における物心両面－中国現代史研究会第4回ワークショップに参加して」 (特集 「国民の物語」と「記憶としての歴史」〔中国現代史研究会第4回ワークショップ〕)『現代中国研究』12号、2003年3月30日
- 「私にとっての古厩先生」 (特集 三世代追悼) -- (古厩忠夫氏追悼) 『近きに在りて』43号、2003年8月
- 「中国における社会保障制度の改革」『リポート21』2004年度
- 「東北解放軍医療隊で活躍した日本人 : ある軍医院の軌跡から」『北東アジア研究』第6号、2004年1月
- 「書評 小池聖一著『満州事変と対中国政策』」『史学研究』248号、2005年6月
- 「満洲事変期における中国の対ソ政策」『ロシア史研究』78号、2006年
- 「戦後中国における日本人の「留用」問題 : この研究の背景と意義を中心に」『大東アジア学論集』第6号、2006年3月
- 「書評 光田剛著 御茶の水書房 『中国国民政府期の華北政治－1928-37年』」『中国研究月報』62巻7号(通号 725)、2008年7月
- 「（研究ノート）中国都市部の社区衛生機構に関する一考察ー政策と実相ー」『北東アジア研究』第16号、2008年12月
- 「ヨーロッパ戦争開戦前夜の蔣介石－日記から読み解く中国当局者のシナリオ－」『中国研究月報』第65巻第7号、2011年8月

#### 中国語
- 「済南惨案前後蒋介石的対日交渉」『史学月刊』1988年第2号
- 「中日战争时期日本对蒋政策的演变」近代史研究編輯部『近代史研究』1991年第4期
- 「日本对华对美政策与中日美关系的演变　1937-1941」（復旦大学博士論文）、1992年
- 「日本对中国的観察与陈立夫访苏计划的泄密」中共中央文献研究室『党的文献』総第79期、2001年
- 「1932年中国对苏复交的决策过程」近代史研究編輯部『近代史研究』2001年第1期
- 「蒋介石的中日苏关系观与“制俄攘日”构想－兼论蒋汪分歧的一个重要侧面(1933-1934)」近代史研究編輯部『近代史研究』2003年第4期（総第136期）、2003年
- 「九・一八事变期间中国的对苏政策」『俄罗斯历史研究』第78号、2006年
- 「日本的国际战略与中日战争的扩大化－论联接中日战争和太平洋战争的一个关键原因」近代史研究編輯部『近代史研究』2007年第6期（総第162期）、2007年11月
- 「国民政府对欧战及结盟问题的应对」中国社会科学雑誌社『歴史研究』2008年第5期
- 「蒋介石与1935年中日苏关系的转折」『近代史研究』2009年第3期
- 「蒋介石对《苏德互不侵犯条约》的反应」近代史研究編輯部『近代史研究』2011年第3期

### 単行本所収
- 「「直接交渉」問題を巡る日中間の対応 1931～1932」衛藤瀋吉編『共生から敵対へ－第4回日中関係史国際シンポジウム論文集』東方書店、2000年
- 「抗戦前期国民政府對日美関係的反応」中国社会科学院近代史研究所編『一九三〇年代的中国』下巻、中国社会科学文献出版社（北京）、2006年
- 「第6章 満洲事変と日中紛争」「第7章 アジア太平洋戦争と東アジア国際政治の変容」川島真、服部龍二編『東アジア国際政治史』名古屋大学出版会、2007年
- 「世界化する戦争と中国の「国際的解決」戦略－日中戦争、ヨーロッパ戦争と第二次世界大戦」石田憲編『膨張する帝国 拡散する帝国－第2次大戦に向かう日英とアジア』東京大学出版会、2007年
- 「日中関係における心の問題－歴史と思想の検証から見た壁、傷とズレ」三谷博、金泰昌編『東アジア歴史対話－国境と世代を越えて』東京大学出版会、2007年
- 「華北から南京へ 旧ソ相互牽制戦略の変容と蒋介石の「応戦」決定」軍事史学会編『軍事史学』第43巻第3・4合併号（特集・日中戦争再論）、錦正社、2008年3月
- 「戦後国民政府による日本人技術者「留用」の一考察」斎藤道彦編著『日中関係史の諸問題』中央大学出版部、2009年
- 「欧州情勢への対応と日独ソ関係への処置－1940 年前後、太平洋戦争への中国の戦略－」防衛省防衛研究所編『太平洋戦争と連合国の対日戦略 : 開戦経緯を中心として』（戦争史研究国際フォーラム報告書）2009年3月
- 「第13章 旧日本軍人の処遇問題をめぐる蒋介石の対応——送還から招聘への裏面史に見る「白団」の起源」黄自進、劉建輝、戸部良一 編著『〈日中戦争〉とは何だったのか――複眼的視点』ミネルヴァ書房、2017年

### 翻訳
- 瀋志華「中ソ条約交渉における利益の衝突とその解決」『思想』927号、2001年8月
- 石源華（許建珍・共訳）「中国の隣国外交モデルの変遷とその趨勢 : 1949～2000年」『北東アジア研究』2号、2001年10月